# جشنواره جهانی شهروند
جشنواره جهانی شهروند یک جشنواره موسیقی سالانه است که از سال ۲۰۱۲ آغاز شد. در سال ۲۰۱۵، اعلام شد که کریس مارتین، خواننده اصلی گروه کلدپلی، به عنوان سرپرست جشنواره تا ۱۵ سال آینده خدمت خواهد کرد. این جشنواره توسط رایان گال (Ryan Gall) و هیو ایوانز (Hugh Evans) بنیانگذاری شد.

## ماموریت
جشنواره جهانی شهروند بخشی از جنبش ریشه‌کن کردن فقر مطلق است. با مشارکت در اقدامات خیریه وب سایت این جشنواره، از جمله تماشای فیلم و امضای طومار، طرفداران می‌توانند بلیط رایگان جشنواره را دریافت کنند.